# Himmiste
Koordinaten: 58° 16′ N, 21° 58′ O
Himmiste ist ein Dorf (estnisch küla) auf der größten estnischen Insel Saaremaa. Es gehört zur Landgemeinde Saaremaa (bis 2017: Landgemeinde Lääne-Saare) im Kreis Saare.

## Einwohnerschaft und Geschichte
Das Dorf liegt 29 Kilometer nordwestlich der Inselhauptstadt Kuressaare. Es hat neun Einwohner (Stand 1. Januar 2016). Die Fläche beträgt 4,96 km².
Der Ort wurde erstmals 1645 als Gesinde Himmi urkundlich erwähnt.